# 田上松衛
田上松衛（たがみ まつえ、1900年1月10日 - 1995年1月28日）は、日本の政治家。参議院議員（1期）。

## 経歴
1900年鹿児島県揖宿郡山川村に生まれる。1917年鹿児島県大成実業補習学校高等部卒業。1920年日本海員組合結成に参画。
1926年社会民衆党創立委員、1932年社会大衆党創立委員。1936年神奈川県議会議員選挙神奈川区選挙区当選（社会大衆党）。1938年横浜市会議員選挙（第二選挙区当時は県議と兼職可能）当選（社会大衆党）。1940年神奈川県議会議員選挙落選（無所属）。1942年横浜市会議員選挙（神奈川区選挙区）再選（大政翼賛会推薦）。
1945年日本社会党創立委員。1947年神奈川県議会議員選挙横浜市西区選挙区当選（日本社会党）。1959年第5回参議院議員通常選挙神奈川県選挙区当選（日本社会党→民主社会党）。1960年民主社会党結党準備委員。1961年参議院予算委員会理事。1961年-1966年民主社会党会計監査（1963年-1966年は政策審議会副会長も兼務）。1962年8月参議院科学技術振興対策特別委員長。1963年委員長を辞任。1966年民主社会党顧問。
1970年春の叙勲で勲三等旭日中綬章受章。
1995年1月28日、老衰のため横浜市西区の自宅で死去。死没日をもって正五位に叙される。

## 家族
- 息子-田上等（政治活動家）